# Карпати (Галич)
«Карпати» — український футбольний клуб з міста Галич Івано-Франківської області. Чемпіон Івано-Франківської області 2017/18, володар Кубка Івано-Франківської області 2018/19, дворазовий переможець Суперкубку області (2018, 2019). У сезонах 2018/19 та 2019/20 виступав у Чемпіонат України серед аматорів. У сезоні 2020/21 і 2021/22 грав у другій лізі чемпіонату України.

## Хронологія назв
- 1949—1967 — «Колгоспник»
- 1967—1984 — «Динамо»
- 1984—1993 — «Дністер»
- 1993—2000 — «Галичина»
- 2000—2009 — «Енергетик-Галичина-2»
- 2009 — «Дністер»
- 2009—2017 — «Гал-Вапно»
- 2017—2018 — «Галич»
- З 2018 — «Карпати»

## Історія
Футбол у Галичі, як і в більшості містечок краю, почав розвиватися у 1930-х роках, однак про якісь успіхи місцевих команд того часу нічого невідомо. Відомо, що за часів СРСР футбольна команда в Галичі носила назву «Дністер» та провела в першій лізі обласної першості 11 сезонів, проте жодного разу вона не була в призерах. У післявоєнні роки галичани пробилися до числа кращих у краї, виборовши у 1953 році 2-ге місце серед команд класу «Б». На той час припидає і найвище досягнення галицького «Колгоспника» в чемпіонатах області — 4 місце (1959 р.). У 1964 році Галич залишає обласну еліту, поступившись пальмою першості у районі команді з Бурштина, де почалося градіозне будівництво електростанції.
Наступний злет команди (вона мала назву «Динамо») відбувся на рубежі 1970-80 років. У 1978 році динамівці вибороли перемогу у класі «Б» і на три роки повернулися в обласну еліту. Під прапором галицького спортивного товариства «Динамо», зібралися представники ОДПУ, НКВС, МВС і КДБ через що, команда й отримала народне прізвисько «менти», яке було досить поширене в той час. Команда брала участь в кубку Української РСР, адже в період 1959—1989 роках за Кубок УРСР сперечалися любительські команди, кількість яких доходила до 35—40 тисяч. Боротьба розпочиналася з районних, міських та обласних етапів, і згодом 32 найкращих колективи виявляли найсильнішого за олімпійською системою. У 1970-х роках команда досить успішно долала етапи кубку. Потім розпочалося падіння колективу — у 1983—1986 роках він взагалі не був представлений на обласному рівні. Далі аж до середини 1990-х років під назвою «Дністер» команда з Галича виступала у нижчих дивізіонах.
Не набагато кращими є результати виступів галичан і в роки незалежної України. Команда під новою назвою «Галичина» розпочинала змагання з третьої ліги, а вже з кінця 90-х років постійно грає в першій лізі чемпіонату області. Найбільшим здобутком команди став вихід в 1999 році до фіналу кубка області, в якому вона з рахунком 1:3 поступилась івано-франківській «Короні». В середині 2000-х років «Галичина» стає фарм-клубом «Енергетика» і виступає в обласному чемпіонаті під назвою «Галичина-Енергетик-2». Сезон 2010 року став останнім для цієї команди.
Команда «Гал-Вапно» заснована у 2009 році відомим у минулому галицьким футболістом Ігорем Мусякевичем. Перша її назва була «Дністер», яка змінилась у липні 2009 року з появою постійного спонсора – ТзОВ «Галичина-Вапно». В 2010 році «Гал-Вапно» став чемпіоном Галицького району. З 2011 року футбольний клуб з міста Галич повертається до обласних змагань. і нікому невідома команда займає місце «Галичини-Енергетика-2» в першій лізі чемпіонату області. «Гал-Вапно» став досить молодою амбітною командою, кістяк якої складали вихованці місцевого футболу. Команда фінансується з різних джерел: коштів районної ради, головного спонсора та приватних підприємців м. Галича і району. Наставником «Гал-Вапна» був відомий у минулому футболіст Валентин Москвін, який перед початком сезону змінив на тренерському містку не менш відомого Миколу Пристая. З приходом нового головного тренера ряди команди поповнили Олексій Брізе (виступав за команди «Прикарпаття-2», «Тепловик», «Колос» П'ядики), Віктор Вікуловський (івано-франківські «Спартак» і «Прикарпаття», ФК «Гвіздець), Ярослав Деренюк («Прикарпаття», «Енергетик»), Ігор Семчій («Придністров'я» Тлумач) і Ігор Цимбалістий («Прикарпаття», «Спартак» Івано-Франківськ, ФК «Коростень», «Енергетик», «Нива» Тернопіль). Двічі (2012 та 2013 рр.) фіналісти обласного передсезонного турніру «Кубок Підгір'я». Президентом клубу залишився Магаль Володимир Васильович – директор компанії ТзОВ «Галичина-Вапно», яка спеціалізується на виробництві і продажі вапна, а юнацькою командою «Гал-Вапно-Енергетика» опікується профком Бурштинської ТЕС ПАТ «ДТЕК Західенерго». Крім зміни назви, в колективі відбулась ротація на тренерському містку: замість Валентина Москвіна, котрий кермував у Галичі, головним призначено Володимира Рудницького, який працював тренером в дитячо-юнацькому футбольному клубі «Енергетик».
Галицька команда планує виступати в чемпіонаті області та і одночасно змагатись в аматорському чемпіонаті України, суттєво зміцнила свої ряди. З Тернопільщини до Галича переїхали Сергій Цяпа (вихованець «BRW-ВІК» з Володимира-Волинського) і Тарас Стирчак, з яремчанських «Карпат» – Антон Луцик, а з першолігового клубу «Геліос» (Харків) – Андрій Чернов та Ігор Худоб'як. Нагадаємо, що Чернов захищав кольори бурштинського «Енергетика» з 2006 по 2012 роки, а в послужному списку іншого новачка – Ігоря Худоб'яка – виступи за юнацьку збірну України (U-18), а також за команди «Прикарпаття», «Факел» і «Спартак» з обласного центру, «Динамо-2» і ПФК «Севастополь».
У сезоні 2014 року переможець турніру «Кубок Підгір'я». У 2016—2017 роках «Гал-Вапно» дістається до фіналу обласного кубку, де в досить напруженій і рівній боротьбі поступається значно вищій за класом команді «Оскар»(Підгір'я) з рахунком 0-1. Сезон 2017—2018 років стає найбільш вдалим для галичан, команда з однойменною назвою, за декілька турів до завершення першості забезпечує собі чемпіонство Івано-Франківської області. Найкращим бомбардиром чемпіонату стає нападник ФК «Галич» — Роман Барчук (27 голів). У тому ж сезоні володар Суперкубка області (ФК «Галич» — «Покуття» (Коломия) 1-0) і володар Кубку Підгір'я. А 22 червня 2018 року на стадіоні «Колос» у товариському поєдинку зійшлись чемпіон Івано-Франківщини сезону 2017/2018 ФК «Галич» та учасник УПЛ львівські «Карпати». Проведення подібного футбольного свята для галичан стало можливим завдяки спільним зусиллям президента ФК «Галич» Володимира Васильовича Магаля та галичанина Олега Смалійчука, що нині є віце-президентом ФК «Карпати». У підсумку, 3:1 — сенсаційно у рідних стінах «Галич» вперше в історії перемагає команду елітного дивізіону українського футболу. Підтримати свою команду завітало кілька тисяч уболівальників — усі місця, як сидячі, так і стоячі були зайняті. Галичани розташувалися по всьому периметру поля, у відведених для цього ділянках — словом, можна було оголошувати аншлаг.

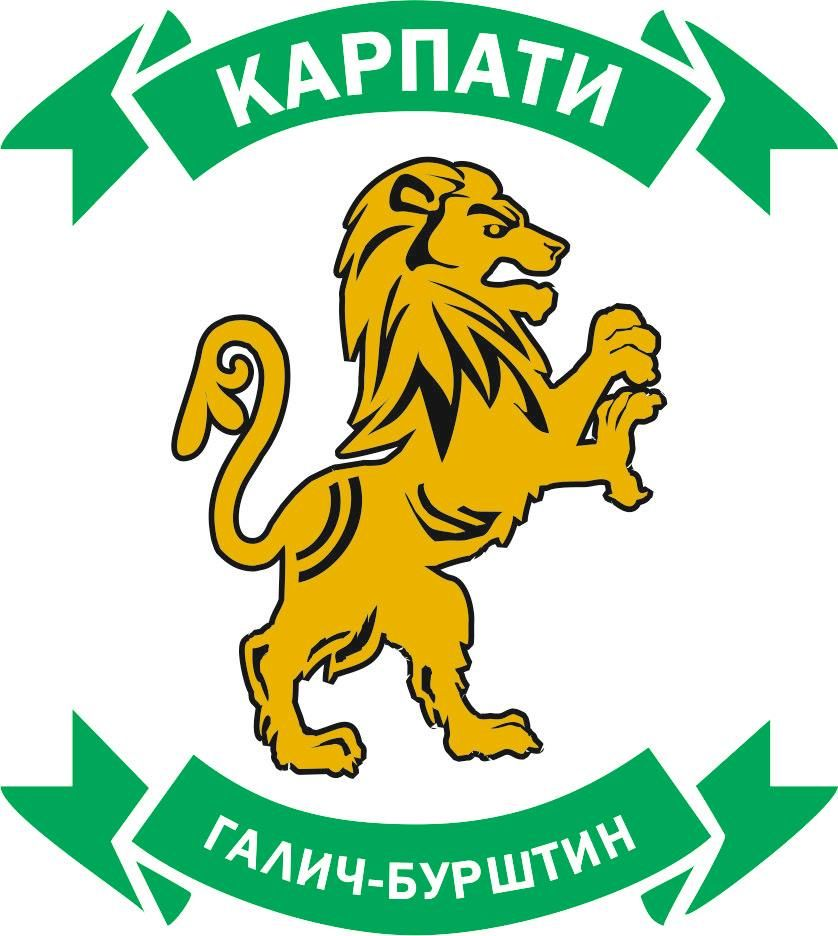
Емблема ФК «Карпати» Галич-Бурштин (2019)

З сезону 2018—2019 років галичани укладають угоду про партнерство з львівськими «Карпатами» і носять назву ФК «Карпати» Галич, а також беруть участь у аматорському чемпіонаті України з футболу в «групі 1» і в кубку України серед аматорів. 11 листопада 2018 року ФК «Карпати» виявив бажання підвищитися у класі — до професіоналів і подав заявку проходження атестації для участі у другій лізі України.
На початку січня 2019 року команду залишає головний тренер — Андрій Петрович Нестерук (очолює друголіговий ФК «Калуш») і декілька досвідчених гравців. Натомість головним тренером «Карпат» стає Петро Русак (попередня команда «Прикарпаття-Тепловик» Івано-Франківськ), якому допомагатиме Володимир Рудницький.
У сезоні 2018-2019 років переможець обласного Кубка, у фіналі, підопічні Петра Русака з рахунком 3-1 перемогли ямницький «Вихор», таким чином вперше в своїй історії команда привезла цей трофей до Галича. Також у цьому ж сезоні 30 червня на стадіоні «Рух» у Івано-Франківську, галичани вибороли Суперкубок Івано-Франківської області,здолавши в серії пенальті 2-0 (основний час завершився 1-1) долинський «Нафтовик».
У сезоні 2020/21 клуб брав участь у розіграші чемпіонату Другої Ліги України. Титульним спонсором команди є букмекерська контора «BetWinner».

## Стадіон
Домашньою ареною команди є стадіон «Колос», який вміщує 800 глядачів. Проте за регламентом ПФЛ стадіон не проходить всіх стандартів, тому домашні матчі проводяться на стадіоні «Енергетик» у м. Бурштин (4000 тисячі глядачів) за 19 км від Галича.

## Виступи у чемпіонаті області за часів незалежності

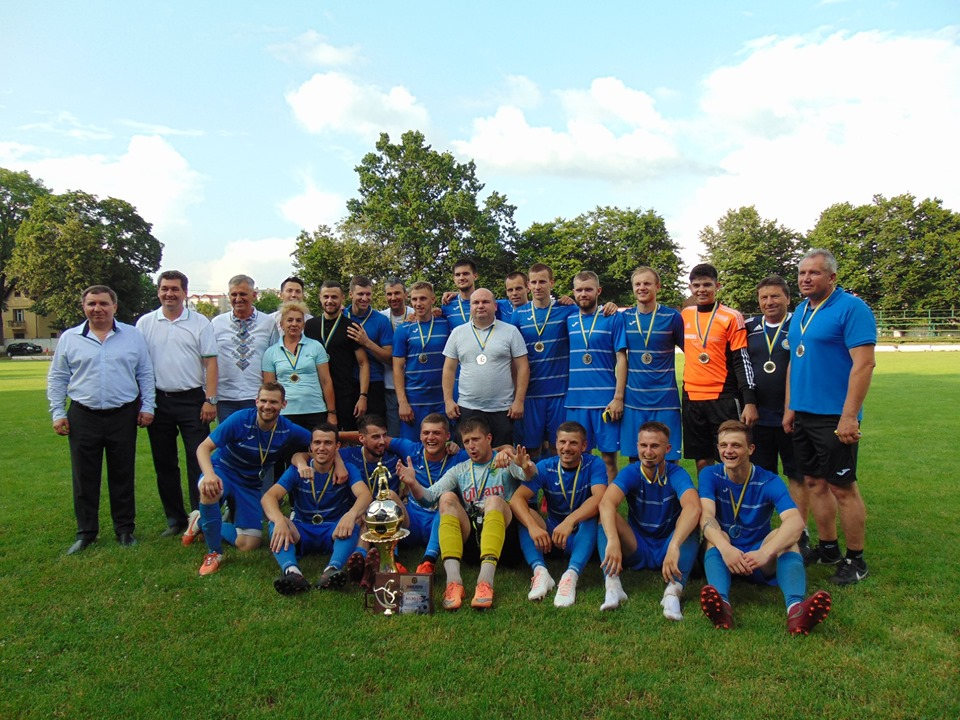
«Карпати» Галич — переможець кубка Івано-Франківської області. 23 червня 2019 року

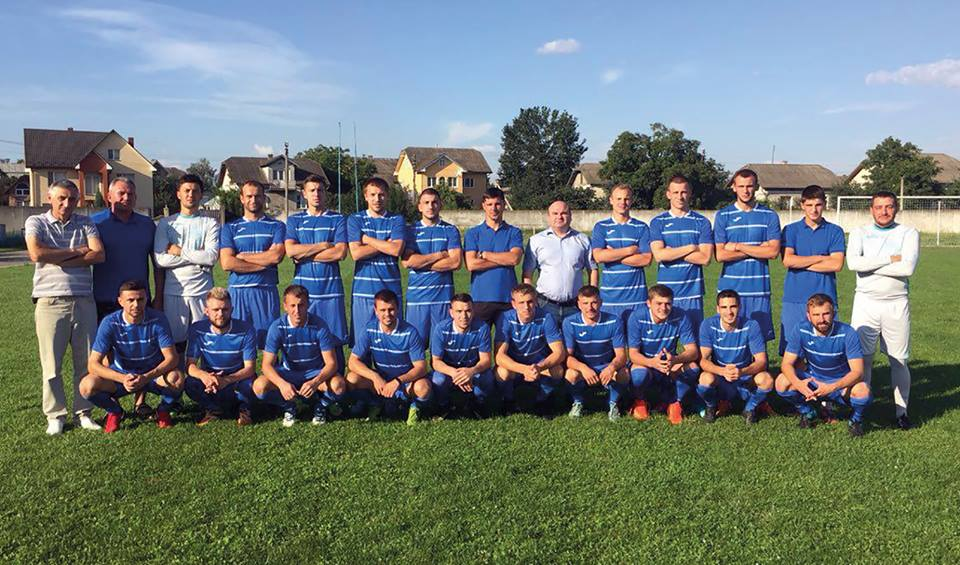
Командне фото

- 1992 — «Галич» займає сьоме місце у першості другої обласної ліги (група «Б»);
- 1993/94 — «Галичина» займає шосте місце у першості третьої обласної ліги;
- 1994/95 — «Галичина» займає пяте місце у першості третьої обласної ліги, група «Північ»);
- 1997/98 — «Галичина» займає дванадцяте місце у першості області з футболу;
- 1998/99 — «Галичина» займає восьме місце у чемпіонаті області;
- 1999 — «Галичина» займає шосте місце у чемпіонаті області (група «А»);
- 1999 — участь у фіналі Кубка області 1999 року (поразка від івано-франківської «Корони» з рахунком 1:3);
- 2000 рік — «Галичина» займає 14 місце у чемпіонаті області;
- 2007 рік — «Енергетик-Галичина-2» займає 15 місце у чемпіонаті області;
- 2008 рік — «Енергетик-Галичина-2» займає 5 місце у чемпіонаті області;
- 2009 рік — «Енергетик-Галичина-2» займає 10 місце у чемпіонаті області;
- У 2009 році засновано футбольний клуб «Дністер». Згодом, із появою спонсора, «Дністер» змінює назву на «Гал-Вапно».
- 2010 рік — «Гал-Вапно» стає чемпіоном Галицького району;
- 2011 рік — «Гал-Вапно» займає 10 місце у чемпіонаті області;
- 2012 рік — «Галичина-Вапно» займає 7 місце у чемпіонаті області;
- 2013 рік — «ГалВапно-Енергетик» (Галич) займає 6 місце у чемпіонаті області;
- Двічі (2012 та 2013 рр.) фіналісти обласного передсезонного турніру «Кубок Підгір'я».
- Переможець «Кубка Підгір'я» 2014 року;
- 2014 рік — сьоме місце у змаганнях першої ліги чемпіонату області;
- 2015 рік — восьме місце чемпіонату області (назва команди — «Дністер»);
- 2016 рік — «Гал Вапно» четверте місце у групі «Б» (підсумкове сьоме місце);
- Сезон 2016/17 років «Гал-Вапно» займає четверте місце чемпіонату області з футболу;
- Сезон 2017/18 років — чемпіон Івано-Франківської області з футболу; володар суперкубка області і кубку Підгір'я;
- Сезон 2018/19 років «Карпати» Галич посідають 4 сходинку у всеукраїнських аматорських змаганнях з футболу; володар Кубку і Суперкубку Івано-Франківської області.

## Керівництво команди
- Президент — Володимир Магаль
- Віце-президент — Іван Бабій
- Начальник команди — Ігор Мусякевич
- Адміністратор — Юрій Вовчук
- Головний тренер —

## Відомі футболісти
- Ігор Худоб'як